# Anomoxena
Anomoxena là một chi bướm đêm thuộc họ Gelechiidae.